# Libio Severo
Libio Severo (en latín: Libius Severus; c. 420 -15 de agosto de 465), a veces llamado Severo III, fue emperador romano de Occidente desde el 2 de noviembre de 461 hasta su muerte.

## Biografía

### Orígenes y ascenso
Natural de Lucania, fue nombrado emperador por Ricimero tras la destitución de Mayoriano, pero no fue reconocido por el Imperio de Oriente.
Habiendo sido senador romano antes de su ascenso al trono, Severo fue uno de los últimos emperadores occidentales, aunque despojado de cualquier poder efectivo, pues el poder real estaba en manos del magister militum Ricimero. Fue incapaz de resolver los muchos problemas que afectaban al imperio. Las fuentes lo describen como un cristiano piadoso.

### Disturbios en las provincias
A principios de la década de 460, el Imperio Romano Occidental ya no gobernaba varias provincias imperiales, ni siquiera nominalmente: Britania había sido abandonada; África había sido conquistada por los vándalos; e Hispania fue ocupada por suevos y visigodos, que eran foederati del imperio. Sin embargo, el área bajo el control de Libio Severo era aún más pequeña, ya que los gobernadores de varias provincias no lo reconocieron como emperador: tanto Egidio, que controlaba la Galia, como Marcelino de Dalmacia, que gobernaba de forma semiautónoma Iliria, habían sido partidarios de Mayoriano y por lo tanto no aceptaron la imposición de Libio.
Incluso el emperador oriental León I el Tracio no reconoció a Libio Severo; las fuentes históricas relacionadas con la parte oriental del imperio, el Conde Marcelino y Jordanes, consideran a Libio un usurpador del trono occidental.
Libio Severo temía que Marcelino de Dalmacia, que comandaba un poderoso ejército, pudiera descender sobre Italia y pidiera la ayuda de León; el emperador de Oriente envió a Filarco como emisario a Marcelino y lo disuadió del ataque. Este episodio también es importante porque marca el paso de Iliria de la esfera de influencia occidental a la oriental.
Para oponerse a Egidio, Severo nombró a su propio partidario Agripino para el cargo de magister militum per Gallias, dándole así oficialmente poder sobre Egidio. Durante el reinado de Mayoriano, Agripino había sido acusado por Egidio de traición; declarado culpable y condenado a muerte, había sido indultado, probablemente a causa de Ricimero, que luego lo apoyó en oposición a Egidio. Agripino pidió el apoyo de los visigodos, y con su ayuda se movió contra Egidio y sus francos aliados, encabezados por el rey Childerico I.
A cambio de su apoyo, en 462 los visigodos recibieron la ciudad de Narbona de manos de Severo, consiguiendo así acceso al mar Mediterráneo y separando a Egidio del resto del imperio. Entre los pocos actos oficiales de Severo, está el nombramiento (464) de Arvando como prefecto pretoriano de la Galia, quien, en 468, sería procesado por traición y condenado a muerte por haber intentado obtener el trono.
Por lo tanto, Severo en realidad gobernó solo sobre Italia, incluso si en 465, con la muerte de Egidio, la Galia regresó a su esfera de influencia por un corto tiempo, pues Severo terminó falleciendo ese mismo año. Probablemente, sea a este control temporal sobre la Galia por lo que se debe fechar la limitada emisión de sus monedas acuñadas en Arelate.

### Bajo el control de Ricimero
Ricimero puso a Libio Severo en el trono, aunque retuvo el poder real. Existen algunas monedas emitidas a nombre de Severo pero que llevan un monograma a veces identificado con Ricimero; incluso si estas monedas se emitieron en el período comprendido entre el reinado de Severo y el de su sucesor, Antemio, es sin embargo un honor inaudito para un bárbaro]], que incluso fue mencionado en las inscripciones justo después de los emperadores («salvis dd. nn .et patricio Ricimere», CIL X, 8072).
El control de Ricimero era tan claro que, al registrar la derrota y muerte del rey de los alanos, por su mano (6 de febrero de 464, cerca de Bérgamo), el historiador Conde Marcelino llama rey a Ricimero: "Bergor, rey de los alanos, es asesinado por el Rey Ricimero" "Beorgor rex Alanorum a Ricimere rege occiditur".

### Incursiones vándalas
Los vándalos continuaron sus incursiones durante el reinado de Severo. Por un lado, Genserico justificó los allanamientos quejándose de que no había recibido parte del legado de Valentiniano III; por otro lado, todavía esperaba poner a Olibrio en el trono occidental.
Las incursiones vándalas afectaron profundamente la economía de los terratenientes italianos, típicamente senadores; algunos representantes de la aristocracia italiana acudieron al emperador para pedir una reconciliación con Genserico. Severo eligió al patricio Taciano y lo envió al rey de los vándalos, quien, sin embargo, rechazó la propuesta de paz.

### Relación con el Imperio de Oriente
Incluso si Severo no fue reconocido oficialmente por León I el Tracio, no obstante, los Imperios Oriental y Occidental colaboraron, como lo demuestra el episodio de la intercesión de León I el Tracio con Marcelino y la embajada dirigida por Filarco.
Otro signo de la colaboración entre los dos tribunales es la elección de los cónsules. Según la tradición, cada tribunal eligió un cónsul y aceptó al elegido por el otro tribunal. Sin el reconocimiento oriental, Severo se nombró a sí mismo cónsul por 462 (su primer año como emperador) y eligió a un miembro influyente de la aristocracia senatorial romana (Cecina Decio Basilio, prefecto pretoriano de Italia de 463 a 465) para el año siguiente. Entonces Severo decidió no designar un cónsul para los años 464 y 465 y optó por aceptar a los dos designados por la corte oriental.

### Muerte
Libio Severo murió el 15 de agosto del 465; algunos historiadores creen que envenenado por Ricimero, pero la muerte por causas naturales también es posible.
Los detalles de la muerte de Severo son oscuros, pero la mayoría de los eruditos modernos están de acuerdo en que murió de causas naturales en 465. En un pasaje de su Getica, Jordanes afirma que Severo gobernó sólo durante tres años. Sin embargo, es probable que se trate de un error del historiador del siglo VI. En cuanto al día de su muerte, está registrado como el 15 de agosto por Fasti vindobonenses priores, pero se conserva una ley de Severo del 25 de septiembre. O murió después de ese día, o la ley se emitió en su nombre, después de su muerte.
Casiodoro, en el siglo VI, sostiene que Severo fue envenenado traicioneramente por Ricimero, en su propio palacio, pero tres años después de la muerte de Severo, el poeta Sidonio Apolinar escribió que había muerto de muerte natural. Según los historiadores modernos, Ricimero no tenía ninguna razón para matar a Severo, que en realidad era un títere bajo su control, a menos que fuera un obstáculo para la reconciliación de Ricimero con León I el Tracio.
A su muerte se abrió un largo interregno de 16 meses que terminó en el 467 con la coronación de Procopio Antemio.